# رابین اچ‌آر۱۰۰
رابین اچ‌آر۱۰۰ (به انگلیسی: Robin_HR100) یک هواگرد از نوع هواپیمای سبک تک‌باله ساخت شرکت رابین است. هواگرد رابین اچ‌آر۱۰۰ نخستین پروازش را در ۱۹۶۹ میلادی انجام داد. در مجموع، تعداد ۱۷۸ فروند از این هواگرد ساخته شده‌است.